# José C. Paz partido
José C. Paz egy partido Argentína középpontjától keletre, Buenos Aires tartományban. Székhelye José C. Paz.

## Népesség
A partido népessége a közelmúltban a következőképpen változott:
| Év   | Lakosság |
| ---- | -------- |
| 2001 | 229 238  |
| 2010 | 265 981  |